# Chiblow Lake
Chiblow Lake är en sjö i Algoma District i provinsen Ontario i den sydöstra delen av Kanada. Chiblow Lake ligger 232 meter över havet. Chiblow Lake är i väster förbunden med Little Chiblow Lake genom ett brett sund och de räknas hydrauliskt som en sjö. Arean är 20,87 kvadratkilometer medeldjupet 23,9 meter och maxdjupet är 70 meter. Sjön genomlöps av vattendraget Blind River med inlopp i öster och utlopp i söder.
Vid utloppet av Chiblow Lake finns en damm för vattenkraft. Vattenkraftverket består av en betongdamm, en 580 meter lång ståltub med diametern 2,4 meter som leder vattnet ner till kraftstationen, där en turbin med effekten 1,45 MW är installerad. Märkflödet är 13,0 m³/s. Utloppet är i norra ändan av High Lake. Stationen byggdes 1992-1993 och ersatte då en äldre från 1950-talet.
I omgivningarna runt Chiblow Lake växer i huvudsak blandskog. Trakten runt Chiblow Lake är nära nog obefolkad, med mindre än två invånare per kvadratkilometer.